# Alle prime luci dell'alba
Alle prime luci dell'alba (Om jag vänder mig om) è un film del 2003 diretto da Björn Runge.

## Riconoscimenti
Guldbagge - 2004
Miglior regista a Björn Runge
Miglior attrice a Ann Petrén
Miglior attore non protagonista a Ingvar Hirdwall
Migliore sceneggiatura a Björn Runge
Candidatura a miglior film
Candidatura a miglior attore a Jakob Eklund
Candidatura a miglior attrice non protagonista a Marie Richardson e Pernilla August